# Pintura rápida
La pintura rápida es una modalidad de pintura basada en el plenairismo (pintura al aire libre) pero sometida al plazo de ejecución de la obra en una sola jornada o incluso en unas pocas horas. Se trata de una modalidad de actividad no necesariamente profesional desarrollada en España, por lo general en fines de semana. La organización puede ser oficial (ayuntamientos, departamentos de turismo regional o local) o promovida por asociaciones artísticas o firmas y marcas relacionadas con la industria pictórica.
Planteada como concurso con premios de diversa cuantía económica suele contar con un jurado profesional.

### Desarrollo[3]del concurso
1. Los artistas suelen llegar al lugar de celebración con tiempo para poder decidir qué es lo que van a pintar, muchos llegan con días de antelación y algunos horas antes de que comience el sellado.
2. Sellado de lienzos: Antes de empezar el concurso la organización se encarga de sellar los lienzos en blanco de los participantes. Esta es una media de comprobación de que la obra no se tiene ya hecha antes de empezar el concurso. Normalmente el sellado en los certámenes suele empezar pronto, alrededor de las ocho de la mañana.
3. Desarrollo de la obra: Durante la mañana y parte de la tarde tienen los pintores tiempo para desarrollar su obra.
4. Exposición de premiados: A partir de una hora determinada los artistas tienen que colocar su obra, normalmente sin firmar y en su caballete, para que el jurado pueda evaluarla. Aparte del jurado, los mismos artistas, transeúntes, curiosos, inversores y mucha más gente aprovecha para echar un ojo a las composiciones. En muchas ocasiones el artista recibe ofertas por su obra, si no es premiada. En ocasiones durante la exposición hay actuaciones de grupos populares.